# Monty Cantsin

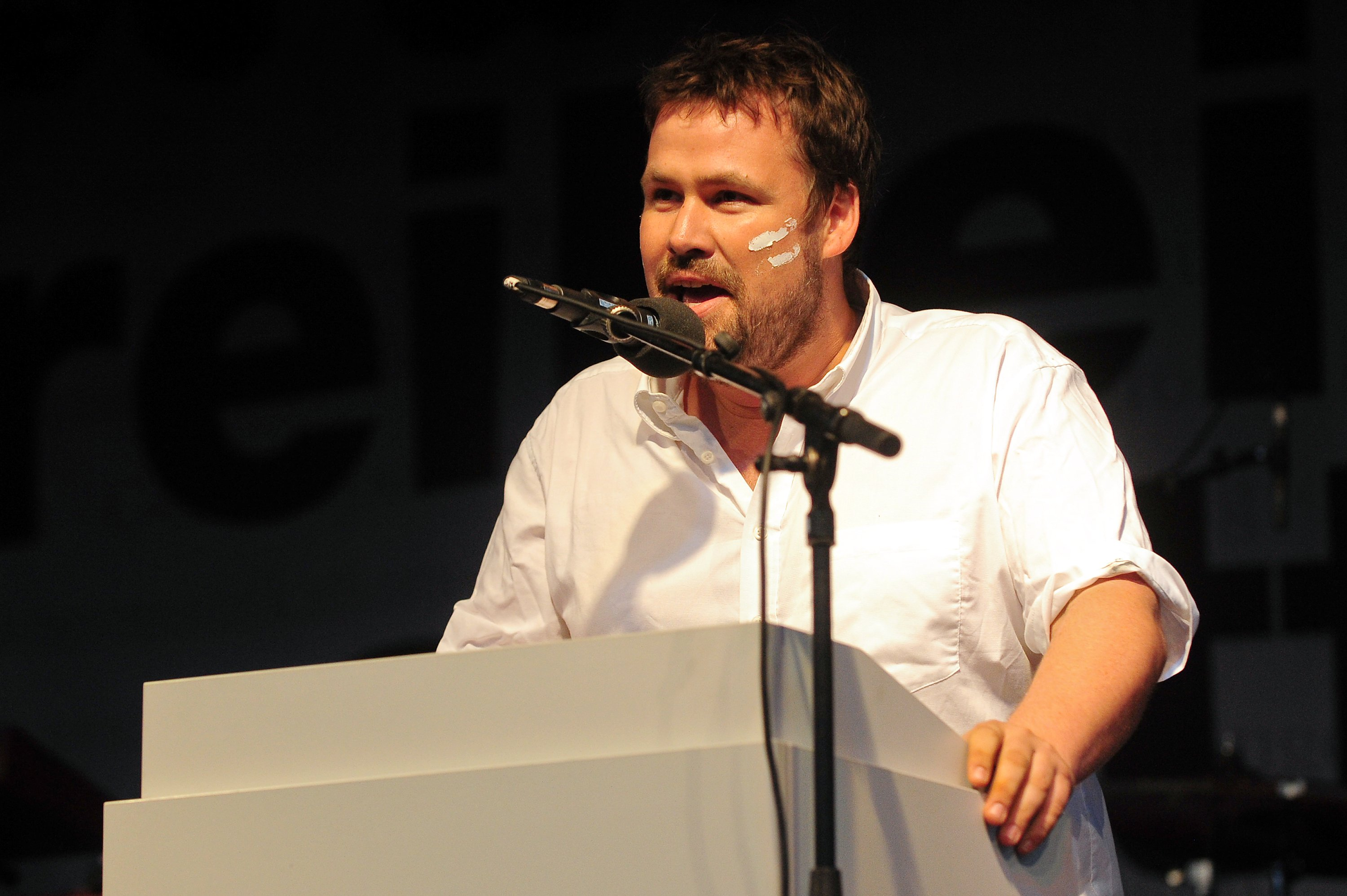
Ein Monty Cantsin von der Hedonistischen Internationalen auf der Demonstration „Freiheit statt Angst“ (2009)

Monty Cantsin ist eine multiple Identität, die jedem offensteht. Entwickelt als „offener Popstar“ aus der Mail Art, ging sie später eine enge Verbindung mit dem Neoismus ein und wurde dort vor allem in der Performancekunst benutzt. Cantsin war Vorläufer weiterer multipler Identitäten wie Karen Eliot und Luther Blissett.

## Geschichte

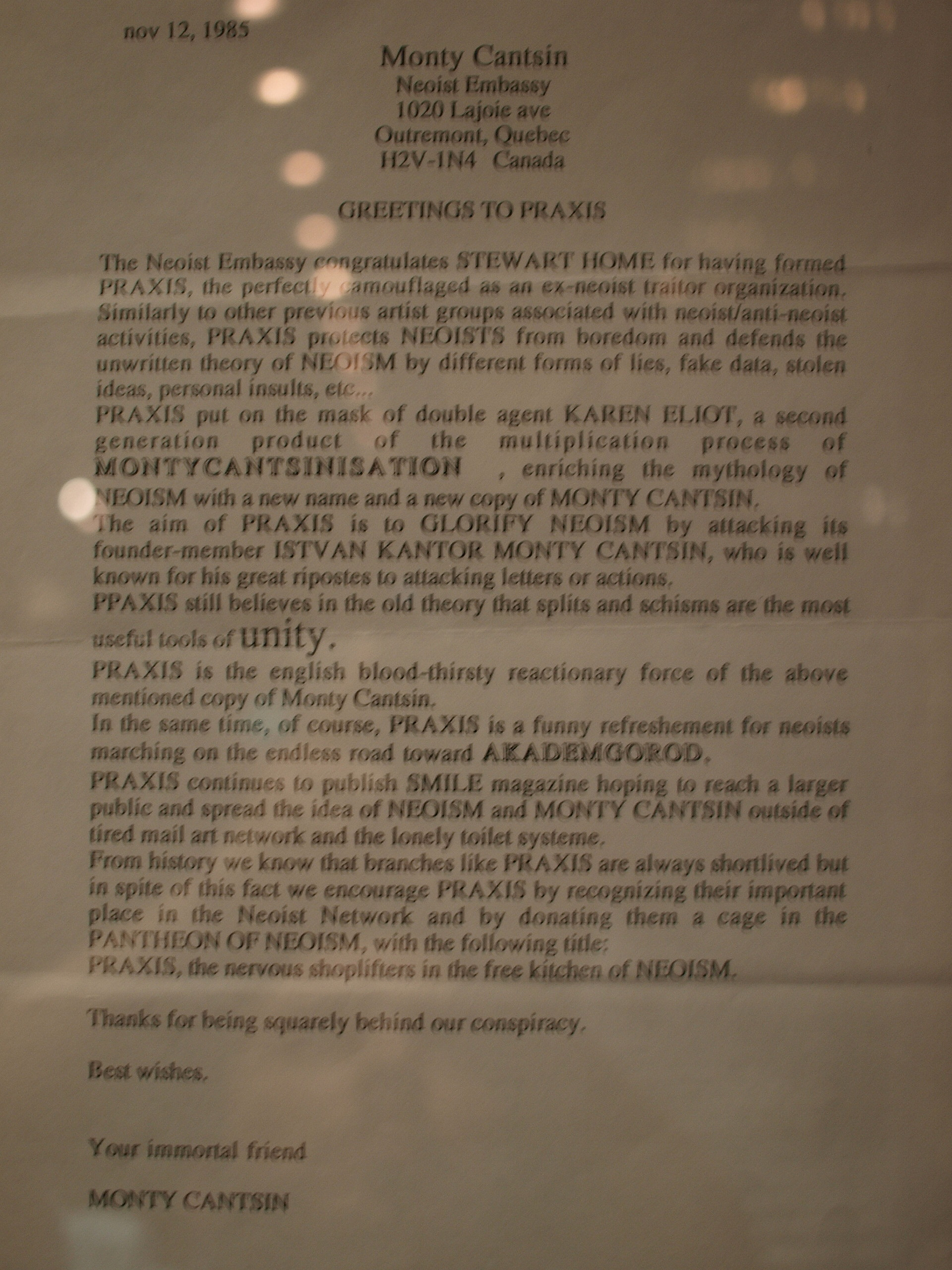
Greetings to Praxis (1985)

Der Name Monty Cantsin wurde 1978 vom Kritiker, Aktionisten und Mail-Art-Künstler David Zack erfunden. Dieser griff die Idee des Multiples auf und wandte sie auf den Künstler selbst an. Nicht mehr nur das Kunstwerk sollte vervielfältigt werden können, sondern gleich der Künstler.
Cantsin diente als Bühnenpseudonym für den lettischstämmigen Dichter und Sänger Maris Kundzins. Monty Cantsin spielt zudem auf Martial Canterel, den Romanhelden von Raymond Roussels „Locus Solus“ an sowie auf den kalifornischen Performancekünstler Monte Cazazza. Darüber hinaus ist der Name als Wortspiel auf „Monty can’t sing“ („Monty kann nicht singen“) lesbar und, in Anspielung auf religiöse Freidenkergruppen, die kollektiv unter dem Namen von Jesus Christus oder von Heiligen firmierten, als „Monty can’t sin“ („Monty kann nicht sündigen“).
Nach Zack sollte Monty Cantsin ein „offener Popstar“ sein. In einer Philosophie, die freie Software und Open Source teilweise vorwegnahm, sollte es jedermann möglich sein, in Monty Cantsins Namen aufzutreten, dessen Ruhm so zu mehren und kollektiv zu teilen. Cantsin sollte die Konzepte von Autorschaft und Identität in Frage stellen.
Zacks Aufruf, sich Monty Cantsin zu nennen, folgten in den 1980ern verschiedene europäische und nordamerikanische Performancekünstler. Darunter besonders einflussreich 1979 der ungarisch-kanadische Performancekünstler Istvan Kantor, der den Namen mit seiner Person und dem Neoismus verschmolz. Kantor stattete Cantsin mit einer charakteristischen Fantasieuniform für Bühnenauftritte aus: Breeches, schmale Krawatte, Lederjacke, rote Soldatenmütze, ein Anstecker mit einem zweispitzigen Pfeil.
Als Identität, die von allen Neoisten geteilt wurde, wandelte sich Monty Cantsin von einem „Popstar“ zu einem radikalen Identitätsexperiment im Alltagsleben. Auf den neoistischen Apartment Festivals (APTs) erfuhr dieses Experiment seine oft extremistische Steigerung. Zugleich lebte das ursprüngliche Popstarkonzept in einer Reihe von Elektropop- und Industrialalben sowie Performances weiter, hinter denen hauptsächlich Istvan Kantor stand.
Spätere multiple Namen wie Karen Eliot, Luther Blissett und Michael K waren von Monty Cantsin zwar inspiriert, vermieden jedoch bewusst dessen Identifikation mit realen Personen. Karen Eliot wurde als bloße Signatur, Blissett und K als Medienphantome konzipiert.
Eine ausführliche Bibliographie zu Cantsin findet sich in Simon Fords Ausstellungskatalog Smile Classified, der 1992 eine Ausstellung über das Magazin SMILE der National Art Library im Victoria and Albert Museum begleitete.

## Veröffentlichungen (Auswahl)
(als Herausgeber): Neoist Book, Canada, 1984.